# 中石油云南石化1000万吨炼油项目
24°54′44″N 102°22′37″E / 24.91232°N 102.37696°E

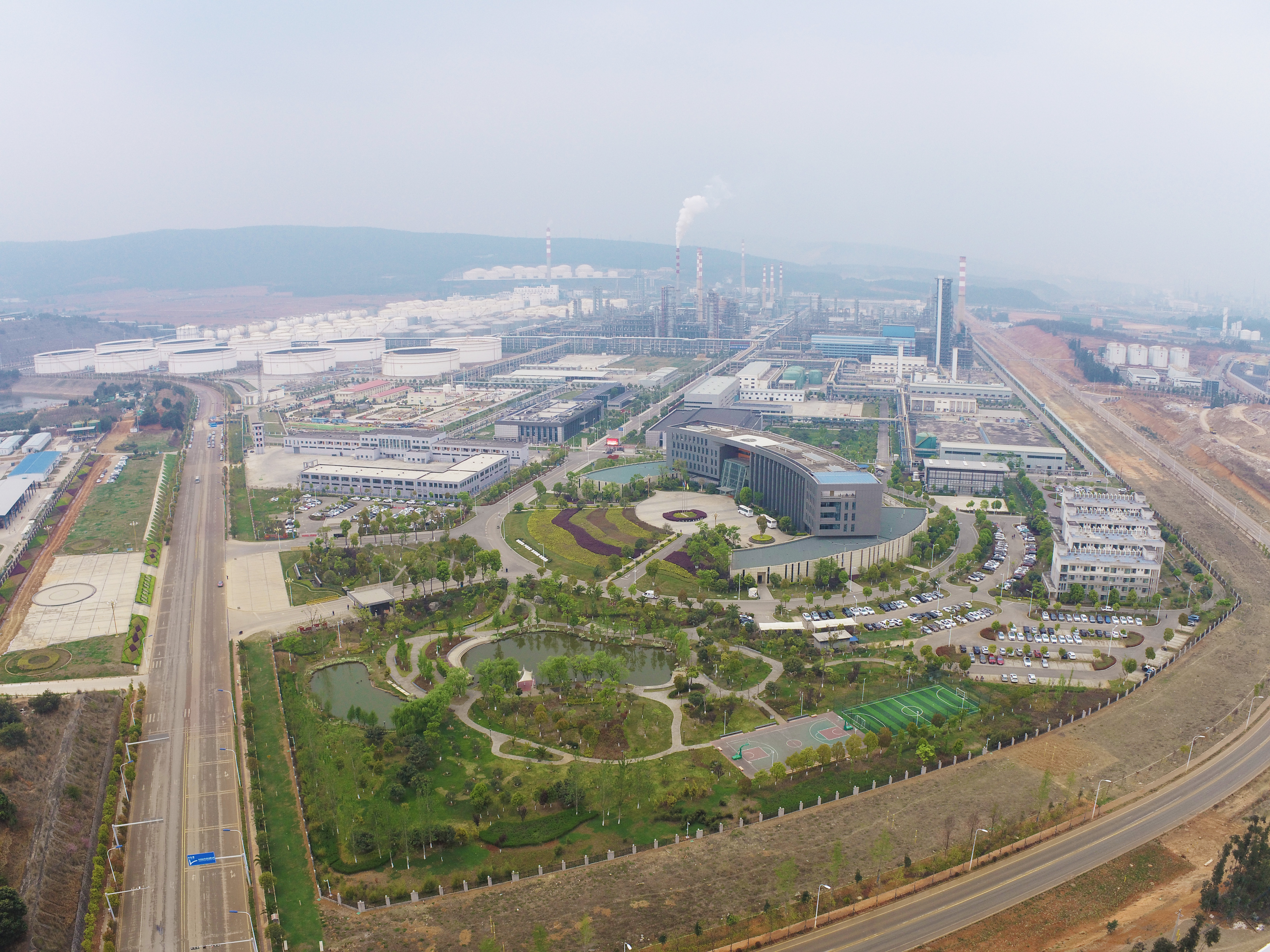
已建成的中石油云南石化有限公司炼油厂，拍摄于2023年3月

中石油云南石化有限公司1000万吨/年炼油工程项目，位于云南省昆明市安宁工业园区草铺片区，是中缅原油管道配套建设的项目。距离安宁市主城区7公里，距离昆明市区40公里。投资额为193亿元，炼油项目的建设内容包括1000万吨/年原油加工成套工艺装置以及与之配套的油品储运、公用工程及辅助工程等设施。
2013年5月4日前后，尽管PX项目本身并非有毒化工，但是项目引发一些对化工缺乏了解的昆明民众的强烈反对。

## 原料来源
中缅油气管道，包括石油管线和天然气管线。其中，石油管线的终点昆明，整条管线全长约1100公里，根据初步设计，管道总体工程竣工后，每年可以向国内输送2000万吨原油，相当于每日运输40万桶左右，油源主要来自中东和非洲。

## 项目内容
项目建设内容分厂区内部和厂区外部两个部分：
1. 厂区内部主要包括新建15套主体装置，储运系统（罐区、装卸车设施、火炬设施和油气回收设施等），公用工程（循环水场、动力站、空压站、总变电站、暖通、通信等），辅助生产设施（控制中心、分析化验、维修、办公等）和环保工程（污水处理场，污水回用处理站）。其中6套主要装置采用国外先进技术。
2. 厂外部分主要包括新建道路、给排水、供电、通讯送至厂区边界，修建铁路到麒麟站。

项目总工艺流程选择以生产清洁燃料为主，兼顾石油化工发展的加工方案，即：常减压蒸馏-蜡油加氢裂化-渣油加氢脱硫–重油催化裂化—加氢精制的全加氢工艺流程。项目建成后，年产欧Ⅳ及以上标准的汽油271万吨、柴油470万吨，副产品主要有(年产量)：41万吨混二甲苯(MX)、15万吨丙烯、70万吨液化石油气(LPG)、25万吨液体硫磺、30万吨石油焦等。2013年5月10日，昆明市市长李文荣表示，云南炼厂项目不含PX装置，也不生产PX产品。关于石油炼油副产品的处理问题，业主方还在进一步研究。云天化集团有限责任公司为该项目配套的多个下游项目，其可行性研究报告和环境影响报告尚未完成，但曾考虑过配套PX及下游产品的方案。

## 项目审批及建设情况
该项目自2006年开始开展前期工作。该项目是全国首个进行社会风险评估的能源项目，编制了《中国石油云南1000万吨/年炼油项目社会稳定风险评估报告》。项目由中国石油天然气华东勘察设计研究院主持进行环境影响评价工作，于2010年8月进行了第二次公示，于2012年7月23日获得环境保护部批复。项目于2013年1月获得国家发改委核准。2013年中，项目场地已基本平整完毕。

## 环境资源及污染物排放情况
2009年公示的《云南省安宁市城市总体规划（2008－2020）》将安宁市定位为“建设可持续发展的资源节约型现代化绿色工业城市”。安宁工业园区主任田建宏表示：“环境容量饱和以及水资源匮乏确实是制约安宁今后发展工业的主要因素。水资源匮乏方面，安宁正着手建设大型的水利设施。至于环境容量方面，我们将严格按照省环保厅要求的“点对点削减，区域总量平衡”的原则，在新项目上马的同时，通过对原有项目实施技术改造、节能减排等措施，走新型工业化道路，达到安宁区域范围内环境容量总体平衡的目的。”项目用水问题，中石油工艺技术专家吴凯解释：项目水源有两处，一个是王家滩水库，一个是滇池排水的螳螂川。
气体污染物排放情况。昆明理工大学教授、环境工程专家郑志华表示：按照项目的环评报告，排放出来的污染物在半径为10公里的范围内，最大浓度低于国家要求的二级标准。此外，从安宁和昆明地形来看，两地因地势差异，气流的扩散抬升加速偏转有利于污染物扩散，气流到昆明后，不会对昆明产生影响。
废水排放情况。该项目废污水排放总量为147立方米/小时（年排放量为123.5万立方米），其中浓水处理系统尾水130立方米/小时，催化裂化再生烟气脱硫废水17立方米/小时。该项目浓水处理系统采用前臭氧氧化＋BAF＋后臭氧氧化处理工艺处理项目废水，尾水达到《污水综合排放标准》（GB8978-1996）一级标准要求。废污水通过管道加压由工业园区入河排污口排入螳螂川，处于滇池昆明市开发利用区内螳螂川安宁－富民过渡区。